# Liste der Vizekönige von Mallorca
Die Vizekönige von Mallorca regierten das Königreich Mallorca im Namen des spanischen Königs ab der Errichtung der Position kurz nach der Real Audiencia de Mallorca (1571) bis zur Abschaffung der mallorquinischen Sonderrechte mit der Umsetzung der Decretos de Nueva Planta (ab Juni 1707).

## Liste der Vizekönige von Mallorca
| Jahr | Vizekönig                        | Bemerkungen                                                             | Bemerkungen                                                             | Bemerkungen                                                             |
| 1575 | Miguel de Moncada                |                                                                         |                                                                         | ab 1556 König Philipp II.                                               |
| 1578 | Antonio Doms                     |                                                                         |                                                                         |                                                                         |
| 1580 | Felipe Fuster                    | Mallorquiner                                                            | Mallorquiner                                                            | Mallorquiner                                                            |
| 1581 | Luis Vich y Manrique             |                                                                         |                                                                         |                                                                         |
| 1588 | Pedro de Pachs                   | Mallorquiner                                                            | Mallorquiner                                                            | Mallorquiner                                                            |
| 1595 | Fernando de Zanoguera            |                                                                         |                                                                         | ab 1598 König Philipp III.                                              |
| 1606 | Alfonso Lasso Sedeño             | Bischof von Mallorca                                                    | Bischof von Mallorca                                                    | Bischof von Mallorca                                                    |
| 1606 | Juan de Vilaragut                | Im Amt verstorben                                                       | Im Amt verstorben                                                       | Im Amt verstorben                                                       |
| 1610 | Pedro Ramón Zaforteza            | Interim                                                                 | Interim                                                                 | Interim                                                                 |
| 1611 | Carlos Coloma de Saa             |                                                                         |                                                                         |                                                                         |
| 1618 | Francisco Juan Torres            |                                                                         |                                                                         |                                                                         |
| 1621 | Pedro Ramón Zaforteza            |                                                                         |                                                                         | ab 1621 König Philipp IV.                                               |
| 1623 | Jerónimo Agustín                 |                                                                         |                                                                         |                                                                         |
| 1628 | Baltasar de Borja y de Velasco   | Obispo de Mallorca.                                                     | Obispo de Mallorca.                                                     | Obispo de Mallorca.                                                     |
| 1629 | José de Monphaon                 |                                                                         |                                                                         |                                                                         |
| 1630 | Pedro Ramón Zaforteza            |                                                                         |                                                                         |                                                                         |
| 1633 | Alonso de Cardona y Borja        | In seiner Abwesenheit wurde er von Juan Bischof von Santander vertreten | In seiner Abwesenheit wurde er von Juan Bischof von Santander vertreten | In seiner Abwesenheit wurde er von Juan Bischof von Santander vertreten |
| 1640 | Lope de Francia y Gurrea         |                                                                         |                                                                         |                                                                         |
| 1641 | Francisco Sureda y Vivot         |                                                                         |                                                                         |                                                                         |
| 1644 | José de Torres Pérez de Pomar    |                                                                         |                                                                         |                                                                         |
| 1646 | Tomás de Rocamora                | Bischof von Mallorca.                                                   | Bischof von Mallorca.                                                   | Bischof von Mallorca.                                                   |
| 1648 | Vicente Ram de Montoro           |                                                                         |                                                                         |                                                                         |
| 1651 | Lorenzo Martínez de Marcilla     |                                                                         |                                                                         |                                                                         |
| 1657 | José de Lanuza y Rocabertí       |                                                                         |                                                                         |                                                                         |
| 1663 | Rodrigo de Borja y Llançol       |                                                                         |                                                                         | ab 1665 Regentin Mariana de Austria                                     |
| 1667 | Miguel Salvá de Vallgornera      |                                                                         |                                                                         |                                                                         |
| 1671 | Juan Francisco Cebrián           |                                                                         |                                                                         |                                                                         |
| 1675 | Baltasar Pardo de la Casta       | 1. Mal                                                                  | 1. Mal                                                                  | ab 1675 König Karl II.                                                  |
| 1678 | Baltasar López de Gurrea         |                                                                         |                                                                         |                                                                         |
| 1681 | Manuel de Oms y de Santa Pau     | Marqués de Castelldosríus                                               | Marqués de Castelldosríus                                               | Marqués de Castelldosríus                                               |
| 1688 | Baltasar Pardo de la Casta       | 2. Mal                                                                  | 2. Mal                                                                  | 2. Mal                                                                  |
| 1691 | José de Castellví y Alagón       |                                                                         |                                                                         |                                                                         |
| 1698 | José Galcerán de Cartellá        |                                                                         |                                                                         | ab 1700 König Philipp V.                                                |
| 1701 | Francisco Miguel de Pueyo        |                                                                         |                                                                         |                                                                         |
| 1704 | Baltasar Cristóbal de Híjar      | Conde de la Alcudia.                                                    | Conde de la Alcudia.                                                    | Conde de la Alcudia.                                                    |
| 1706 | Juan Antonio de Pachs y de Orcau | Conde de Salvallá.                                                      | Conde de Salvallá.                                                      | Conde de Salvallá.                                                      |